# Ekonomi och näringsliv i Mora
Ekonomi och näringsliv i Mora (ENM) var ett lokalt politiskt parti som var registrerat för val till kommunfullmäktige i Mora kommun. Partiet var representerat i Mora kommunfullmäktige från och med valet 1979 fram till valet 1991.

## Valresultat
| År   | Röster | % | Mandat  |
| ---- | ------ | - | ------- |
| 1979 | –      | – | 3 av 49 |
| 1982 | –      | – | 3 av 49 |
| 1985 | –      | – | 3 av 49 |
| 1988 | –      | – | 2 av 49 |